# Stanwood (Iowa)
Stanwood – miasto w Stanach Zjednoczonych, w stanie Iowa, w hrabstwie Cedar. W 2000 roku liczyło 680 mieszkańców.